# Compañero de la consola Xbox
Compañero de la consola Xbox (o simplemente Xbox), es una aplicación para Windows 8, Windows 10, Windows 11, Android e iOS. Actúa como una aplicación complementaria para las consolas de videojuegos Xbox, brindando acceso a las funciones de la comunidad Xbox Live, el control remoto y la funcionalidad de la segunda pantalla (anteriormente denominada SmartGlass) con juegos, aplicaciones y contenido seleccionados. 
En Windows 10, la aplicación también sirve como un iniciador para juegos para PC instalados en un dispositivo (incluidos los juegos obtenidos de Microsoft Store y Steam), y proporciona acceso a las funciones de grabación de pantalla del sistema. Durante el E3 2019, la versión existente de la aplicación Xbox para Windows 10 pasó a llamarse Compañero de la consola Xbox, y se introdujo una nueva aplicación Xbox en versión beta. La nueva aplicación Xbox en Windows 10 es compatible con el servicio de suscripción de juegos a pedido de Microsoft Xbox Game Pass. 

## Historia

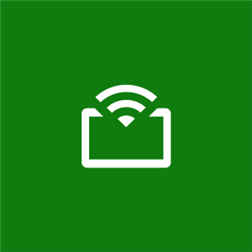
El logotipo original de la aplicación Xbox One SmartGlass

Xbox 360 SmartGlass se anunció originalmente en E3 2012, para Windows 8, Android y iOS. Microsoft demostró casos de uso para la nueva aplicación tanto en juegos como en entretenimiento, incluido un minimapa para Ascend: New Gods, una segunda experiencia en pantalla para School of Rock con contenido complementario y Game of Thrones (con mapas interactivos y diagramas de árbol genealógico). Con el lanzamiento de Xbox One en noviembre de 2013, Microsoft lanzó una aplicación Xbox One SmartGlass para Android, iOS, Windows 8.1 y Windows Phone, que contenía una funcionalidad más amplia para controlar la consola.
Windows 10 introdujo una versión renovada de SmartGlass conocida simplemente como Xbox, que agregó notablemente una pantalla de biblioteca para juegos de PC y la capacidad de transmitir juegos desde una consola Xbox One en una red local. El 12 de junio de 2016, las versiones móviles de las aplicaciones Xbox One Smartglass se actualizaron para igualarlas con la versión de escritorio, y también se les cambió el nombre a "Xbox". Xbox 360 SmartGlass no se actualizó y se suspendió en mayo de 2018. 
Las aplicaciones móviles se actualizaron junto con la actualización de firmware de Xbox One de mayo de 2019, agregando indicadores de estado multiplataforma a amigos.
El 9 de junio de 2019, coincidiendo con la conferencia de prensa de Microsoft en el E3 2019, este lanzó una nueva aplicación Xbox en beta exclusivamente para Windows 10, actualización de mayo de 2019 (versión 1903), que tiene una interfaz rediseñada y sirve como cliente para Xbox Game Pass en PC. Antes de la conferencia, Microsoft cambió el nombre de la aplicación Xbox existente en Windows 10 como Compañero de la consola Xbox. La nueva aplicación de Xbox viene preinstalada dentro de Windows 11.

## Características
A través de la aplicación, los usuarios pueden acceder a su feed de actividad, amigos y mensajes de Xbox Live, administrar su biblioteca, ver clips de Game DVR guardados, explorar OneGuide y ver sus logros. Algunos juegos y aplicaciones pueden proporcionar una segunda pantalla de integración a través de la aplicación, mostrando contenido complementario. La aplicación también se puede usar como control remoto para la consola.
La versión de la aplicación para Windows 10 permite a los usuarios transmitir juegos desde una consola Xbox One a través de una red local, y tiene la capacidad de ver y editar grabaciones de DVR de juegos desde una consola Xbox One. También sirve como interfaz para una versión de PC de Game DVR en hardware compatible (la configuración de Game DVR se movió a la aplicación de Configuración en Windows 10 versión 1703), y tiene una pantalla de biblioteca para juegos instalados en el dispositivo, como los obtenidos a través de Steam y Microsoft Store.